# جون هوارد دالتون
جون هوارد دالتون (بالإنجليزية: John Howard Dalton)‏ (و. 1941 – م) هو سياسي من الولايات المتحدة الأمريكية ولد في نيو أورلينز، لويزيانا.

## التعليم
تعلم في أكاديمية الولايات المتحدة البحرية، وجامعة ولاية لويزيانا، وجامعة بنسلفانيا.